# Levantamiento marinero en Kiel
El levantamiento marinero en Kiel (Kieler Matrosenaufstand), también conocido como los sucesos de Kiel, fue una rebelión contra el gobierno imperial alemán al final de la Primera Guerra Mundial, protagonizada por marineros de la Kaiserliche Marine que se sublevaron contra su Comando Supremo (Marineleitung), cuando este planeaba lanzar un último ataque contra la Royal Navy en el canal de la Mancha a fines de octubre de 1918. 

## Antecedentes
Tras el fracaso de la ofensiva alemana contra el frente occidental en el verano de 1918, la situación bélica del Imperio alemán se hizo más difícil; la contraofensiva de franceses y británicos, reforzados ahora con tropas provenientes de los Estados Unidos, causó que las fuerzas germanas retrasaran drásticamente sus líneas, perdiendo territorios que controlaban casi desde el inicio de la guerra. 
Los generales Paul von Hindenburg y Erich Ludendorff habían casi aceptado el hecho de que la maquinaria militar del Segundo Reich no podría resistir más tiempo a los aliados occidentales, y de hecho el 5 de octubre el káiser Guillermo II había aceptado una modificación del gobierno, designando como canciller al príncipe Maximiliano de Baden con el fin de sondear un acuerdo de paz.
Ante la derrota del ejército de tierra alemán (Kaiserliches Heer), los altos jefes de la marina de guerra alemana (Kaiserliche Marine) liderados por el almirante Reinhard Scheer, intentaron lanzar una operación desesperada que "estabilizara" la balanza bélica en favor de Alemania o al menos ofreciera mejores condiciones de paz, más aún porque la marina alemana no había participado en una gran acción bélica desde la batalla de Jutlandia en 1916 (la cual no tuvo un vencedor claro) pese a ser una flota de enorme poderío, solo superada por la armada británica. 
Con el fin de "salvar el honor de la flota" e impedir que Alemania afrontase penosas condiciones de paz, los jefes máximos de la Kaiserliche Marine trazaron en octubre de 1918 un audaz plan de ataque contra la Royal Navy en los puertos del canal de la Mancha, aunque extremadamente arriesgado, pues tal empresa ponía en serio peligro de destrucción total a los buques germanos. El plan señaló el 24 de octubre como fecha de ejecución, pero los preparativos para hacerse a la mar despertaron enseguida una decidida oposición entre la marinería, empeñada en evitar su sacrificio innecesario en los últimos días de la guerra.

## Sublevación

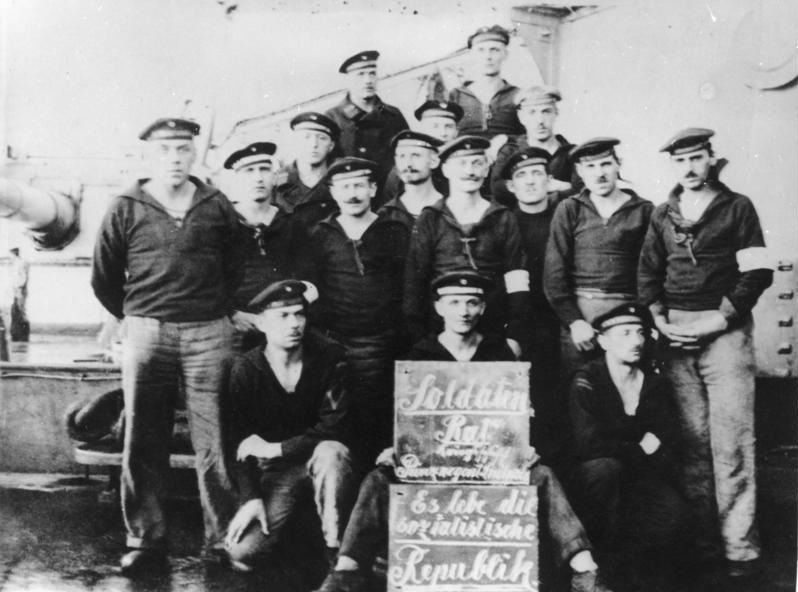
Marineros alemanes de Kiel, sublevados en el buque Prinzregent Luitpold, noviembre de 1918

Los marineros de las grandes bases navales alemanas simpatizaban con las doctrinas socialista y anarquista, y tenían muy reciente el ejemplo ruso de la Revolución de Octubre de 1917, que había demostrado que un motín armado podía determinar serias consecuencias políticas. Los sondeos de paz del káiser eran conocidos por los marineros y representaban también una señal clara de que se acercaba el inevitable fin de la contienda. Ante ello, los marineros rechazaban toda idea de lanzarse a una operación casi suicida solo para salvar el honor de sus oficiales, alargar innecesariamente la guerra y reducir las posibilidades de lograr un acuerdo de paz. 
El levantamiento propiamente dicho comenzó en aguas del actual balneario de Schilling, frente a Wilhelmshaven, donde se concentró la flota alemana en espera del ataque cuando el 29 de octubre las tripulaciones de los buques Thüringen y Helgoland desobedecieron la orden de hacerse a la mar. El motín empezó en Wilhelmshaven, sede principal de la flota naval alemana, en la noche del 29 al 30 de octubre cuando los marineros se apoderaron de varios buques y pusieron bajo arresto a sus oficiales. El motín se propagó pronto a los marineros destinados en tierra, que desobedecieron a sus oficiales y se negaron a embarcar en las unidades preparadas para la ofensiva. 
Aunque el motín pudo ser sofocado, porque el resto de unidades navales no se adhirieron, el alto mando se vio obligado a postergar su plan original de ataque al desconfiar de la obediencia de las tripulaciones. La tercera escuadra, que no había tomado parte en el motín, recibió, pues, la orden de volver al puerto de Kiel el 1 de noviembre. En sus bodegas transportaban alrededor de un millar de combatientes amotinados detenidos, para ser sometidos a consejo de guerra. 
Los marineros restantes se solidarizaron contra dicho procesamiento a la vista de que los amotinados habían actuado en interés de todos los demás marineros de la flota, y por ello una delegación solicitó su liberación. Sin embargo, esta fue rechazada por el comando de marina. Al día siguiente, 2 de noviembre, en la casa sindical (Gewerkschaftshaus) de Kiel, los marineros discutieron por primera vez las futuras acciones junto a los trabajadores de los astilleros. El alto mando de la Kaiserliche Marine se vio sorprendido por la situación y se limitó a amenazar a los rebeldes. Los marineros de Kiel contaban con armas suficientes para rechazar un ataque, y sus motivaciones se difundieron tanto que en cuestión de horas el motín se había extendido ya a todas las unidades de la Kaiserliche Marine en el mar del Norte, imposibilitando la proyectada ofensiva contra Gran Bretaña.
Al cerrarse posteriormente la Gewerkschaftshaus, el 3 de noviembre se realizaron concentraciones conjuntas de marineros y obreros en Kiel al aire libre. Cuando el teniente naval Steinhäuser ordenó disparar contra los manifestantes, causando la muerte de nueve personas, un marino respondió al fuego y mató al oficial. La manifestación se había convertido en una revuelta general.
La mañana del 4 de noviembre, los marineros de la tercera escuadra eligieron un consejo de soldados presidido por el fogonero Kart Artelt. Desarmaron a sus oficiales, ocuparon los barcos, liberaron a los presos amotinados y tomaron el control de las instalaciones públicas y militares de Kiel. Por la tarde se unieron a la sublevación los soldados del ejército imperial que el comandante de la guarnición local había hecho traer de Altona precisamente para sofocar la revuelta naval. Al atardecer del mismo día la ciudad y el puerto de Kiel estaba indiscutiblemente en manos de 40 000 marineros, soldados y trabajadores insurrectos.

## Causa de la Revolución de Noviembre
La noche del 4 de noviembre, el diputado del SPD Gustav Noske llegó a Kiel por ferrocarril. Noske acudía en representación del nuevo gobierno del Reich, presidido desde el 4 de octubre por el príncipe Maximiliano de Baden, y de la dirección del SPD; Noske debía controlar la revuelta para evitar que se transformase en una revolución de estilo bolchevique. El consejo de trabajadores y soldados de Kiel creía estar de parte del nuevo gobierno y contar con su apoyo, y por esto nombró a Noske “gobernador de la ciudad” esa misma noche. 
Noske efectivamente logró terminar con la revolución en Kiel al día siguiente, pero mientras tanto los acontecimientos ya habían trascendido lejos de la ciudad, pues las protestas contra la continuación de la guerra se extendieron prontamente a toda Alemania, con situaciones similares en Baviera, la cuenca del Ruhr y la misma Berlín, siendo que tales protestas implicaban también el rechazo de soldados y obreros hacia el régimen imperial. Con ello el motín de los marineros se transformó en la Revolución de Noviembre, que acabó en pocos días por derrocar a la monarquía.
Los marineros de Kiel instalaron Consejos de Trabajadores y Soldados al mismo estilo que los soviet bolcheviques en Rusia. El káiser abdicó el 9 de noviembre y dos días después se firmó el Armisticio de Compiègne, estableciéndose la República de Weimar y poniendo fin a la Primera Guerra Mundial. Los marineros amotinados en Kiel intentaron mantener sus consejos de inspiración comunista durante un tiempo, pero pronto fueron disueltos en diciembre por el nuevo gobierno socialdemócrata de Friedrich Ebert aprovechando la desmovilización de tropas tras el fin de la guerra.